# Провинција Вакаса
Вакаса (јап. 若狭国) је једна од 66 историјских провинција Јапана, која је постојала од почетка 8. века (закон Таихо из 703. године) до Мејџи реформи у другој половини 19. века. Вакаса се налазила на северној обали острва Хоншу према Јапанском мору, у области Хокурику.
Царским декретом од 29. августа 1871. све постојеће провинције замењене су префектурама. Територија Вакасе одговара југозападној половини данашње префектуре Фукуј.

## Географија
Вакаса се налазила на обали Јапанског мора на северној обали оства Хоншу, а граничила се са провинцијама Танго (на западу), Ечизен (на истоку), Тамба, Јамаширо и Оми (на југу).